# Джанґаон (округ)
Джанґаон (тел. జనగామ, гінді जनगाँव ज़िला]], англ. Jangaon district) – округ у штаті Телангана, Індія. Площа округу складає 2,188 км², населення – 566,376 осіб. Столицею округу є місто Джанґаон.

## Міста
- Джанґаон
- Джанґаон-Мунікіпаліті
- Палакуртхі